# ヴィットナー・シネテック

ヴィットナー・シネテックの窓口拠点のあるハンブルクの位置。

ヴィットナー・シネテック有限合資会社（ドイツ語: Wittner Cinetec GmbH & Co. KG）は、ドイツの小型映画に特化したフィルムの製造・輸入販売を行う企業、映画用フィルムの現像場である。登録上の本社はシュレースヴィヒ＝ホルシュタイン州アンマースベック、窓口事務所はハンブルク。ヴィットナーB&W 54、ヴィットナーTXR 200等のオリジナルの8mmフィルムで知られる。

## 略歴・概要
シュレースヴィヒ＝ホルシュタイン州、リューベック側にあるアンマースベックに登記上の本社を置き、至近の都市州ハンブルクを拠点とし、ドイツ国内やEU圏内、および全世界を商圏とする。16mmフィルムや、16mmとフィルム幅が同一のダブル8やダブルランスーパー8、とりわけスーパー8を中心に、小型映画用のフィルムを供給、現像を行なうサードパーティである。すでに生産が終了している撮影機や映写機、サプライグッズ、現像用薬剤キットの販売も行なっている。
同社は、シングル8向けに、日本のレトロエンタープライズ製のオリジナル製品シネビアT64プロフェッショナルの供給を受け、輸入販売している。富士フイルムはすでに、2012年（平成24年）3月に自社規格であるシングル8用の最終製品「フジクロームR25N」の生産と現像の終了をアナウンスしているが、この製品は、富士フイルムのカラーリバーサルフィルム「フジクロームT64プロフェッショナル」を原反としており、「フジクロームR25N」の生産終了以降も、原反が生産終了するまではシングル8用のフィルムとして生産される予定である。
現像用薬剤についても、コダックは白黒リバーサルフィルム現像用キットの販売をすでに終了しているが、同社は、チェコのフォマ・ボヘミアによる同様のキットを輸入し、世界販売している。
2011年（平成23年）10月、フォマ・ボヘミアの白黒リバーサルフィルム「フォマパンR100」をスーパー8のカセットに充填した商品を開発すべく交渉中であり、早ければ2012年（平成24年）春には実現可能であるとアナウンスした。
ドイツ国内には、同社同様、小型映画のためのオリジナルフィルム製品を製造販売し、現像も行なう企業として、ブリュールのカール・フィルム&TVがある。

## オリジナル製品
同社はコダックや富士フイルム、ドイツの老舗ORWOの生産する映画用の16mmフィルムを原反に、小型映画用のオリジナル製品を開発・販売している。下記はその一覧である。
カラーリバーサル
- ヴィットナークローム100D - 16mm用・スーパー8用・ダブル8用・ダブルランスーパー8用4種、ISO100 （原反エクタクローム（英語版） 100D）[10]
- ヴィットナークロームV50D - 16mm用・スーパー8用・ダブル8用3種、ISO50 （原反ベルビア 50プロフェッショナル）[4][10]
- ヴィットナークロームF64T - 16mm用・スーパー8用・ダブル8用3種、ISO64 （原反フジクロームT64プロフェッショナル）[4][10]
- シネビアT64プロフェッショナル - シングル8用、ISO64、40フィート（原反フジクロームT64プロフェッショナル、日本のレトロエンタープライズとの共同開発）[6][7]

白黒リバーサル
- ヴィットナーB&W 54 - スーパー8用・ダブル8用・ダブルランスーパー8用3種、ISO 125（原反ORWO UN54）[4][10]
- ヴィットナーTXR 200 - ダブル8用、ISO 200（原反コダックトライX（英語版））[10]
- ヴィットナーPXR 100 - ダブル8用、ISO 100（原反コダックプラスX）[10]

## 販売するフィルム
前節に挙げたオリジナル製品を含め、同社の映画用フィルム販売ラインナップは下記の通りである。コダックやORWO製品、チェコのフォマ・ボヘミア製品のほか、同社と同様に他社の原反をもとにオリジナル製品を開発すしている米国のプロ8製品も扱っている。主力はカラーリバーサルフィルム、白黒リバーサルフィルムである。同社は、全世界を販売圏としており、日本国内へも個人輸入が可能である。
|                   |                               | 16mm                 | 9.5mm | ダブル8    | Dスーパー8       | スーパー8            | シングル8 | ISO | 原反                              | 備考                                               |
| ----------------- | ----------------------------- | -------------------- | ----- | ---------- | ---------------- | -------------------- | --------- | --- | --------------------------------- | -------------------------------------------------- |
| カラー リバーサル | ヴィットナークローム100D      | 100ft                |       | 25ft 100ft | 25ft 100ft       | 200ft                |           | 100 | エクタクローム100D                |                                                    |
| カラー リバーサル | ヴィットナークロームV50D      | 100ft                |       | 25ft 100ft |                  | カセット             |           | 50  | ベルビア50プロフェッショナル      |                                                    |
| カラー リバーサル | ヴィットナークロームF64T      | 100ft                |       |            |                  | カセット             |           | 64  | フジクロームT64プロフェッショナル |                                                    |
| カラー リバーサル | シネビアT64プロフェッショナル |                      |       |            |                  |                      | カセット  | 64  | フジクロームT64プロフェッショナル | 日本のレトロエンタープライズとの共同開発           |
| カラー リバーサル | シネディア9,5                 |                      | 100ft |            |                  |                      |           | 50  | ベルビア50プロフェッショナル      |                                                    |
| カラー リバーサル | エクタクローム100D            | 100ft 200ft          |       |            |                  | カセット             |           | 100 |                                   | コダック製品                                       |
| 白黒 リバーサル   | ヴィットナーB&W 54            |                      |       | 25ft 100ft | 25ft 100ft       | カセット             |           | 125 | ORWO UN54                         |                                                    |
| 白黒 リバーサル   | ヴィットナーTXR 200           |                      |       | 25ft 100ft |                  |                      |           | 200 | コダックトライX                   |                                                    |
| 白黒 リバーサル   | ヴィットナーPXR 100           |                      |       | 25ft 100ft |                  |                      |           | 100 | コダックプラスX                   |                                                    |
| 白黒 リバーサル   | フォマパンR100                | 100ft 両目アリ       |       | 33ft 100ft | 33ft 100ft 305ft | 100ft 200ft          |           | 100 |                                   | フォマ・ボヘミア製品                               |
| 白黒 リバーサル   | トライX                       | 100ft                |       |            |                  | カセット             |           | 200 |                                   | コダック製品                                       |
| 白黒 リバーサル   | ORWO UN54                     | 100ft 200ft 両目アリ |       |            |                  | カセット 200ft 238ft |           | 125 |                                   | ORWO製品                                           |
| カラーネガ        | VISION3 200T                  |                      |       |            |                  | カセット             |           | 200 |                                   | コダック製品                                       |
| カラーネガ        | VISION3 500T                  |                      |       |            |                  | カセット             |           | 500 |                                   | コダック製品                                       |
| カラーネガ        | プロ8/01                      |                      |       |            |                  | カセット             |           | 50  | VISION2 50D                       | 米国プロ8製品                                      |
| カラーネガ        | プロ8/05                      |                      |       |            |                  | カセット             |           | 250 | VISION2 5205                      | 米国プロ8製品                                      |
| カラーネガ        | プロ8/12                      |                      |       |            |                  | カセット             |           | 100 | VISION2 5212                      | 米国プロ8製品                                      |
| カラーネガ        | プロ8/22                      |                      |       |            |                  | カセット             |           | 64  | F-64D                             | 映画用フィルムが原反 米国プロ8製品                 |
| カラーネガ        | プロ8/63                      |                      |       |            |                  | カセット             |           | 250 | ETERNA 250D                       | 映画用フィルムが原反 米国プロ8製品                 |
| カラーネガ        | プロ8/92                      |                      |       |            |                  | カセット             |           | 500 | REALA 500D                        | 映画用フィルムが原反（原反生産終了） 米国プロ8製品 |
| カラーネガ        | プロ8/43                      |                      |       |            |                  | カセット             |           | 160 | ETERNA Vivid 160                  | 映画用フィルムが原反 米国プロ8製品                 |
| カラーネガ        | プロ8/53                      |                      |       |            |                  | カセット             |           | 250 | ETERNA 250                        | 映画用フィルムが原反 米国プロ8製品                 |
| カラーネガ        | プロ8/73                      |                      |       |            |                  | カセット             |           | 500 | ETERNA 500                        | 映画用フィルムが原反 米国プロ8製品                 |
| カラーネガ        | VISION2 500T                  | 100ft                |       |            |                  |                      |           | 500 |                                   | コダック製品                                       |
| 白黒ネガ          | ORWO UN54                     | 100ft 200ft 両目アリ |       |            |                  |                      |           | 54  |                                   | ORWO製品                                           |

## 現像業務
以下が同社の行なう現像業務である。上映用プリントフィルムの増産に応じているのはスーパー8のみである。
|        |            | 16mm | スーパー16 | ダブル8 | Dスーパー8 | スーパー8 | シングル8 | 備考                                       |
| ------ | ---------- | ---- | ---------- | ------- | ---------- | --------- | --------- | ------------------------------------------ |
| カラー | ネガ       | 対応 | 対応       | 対応    | 対応       | 対応      |           | ECN-2現像                                  |
| カラー | プリント   |      |            |         |            | 対応      |           |                                            |
| カラー | リバーサル | 対応 | 対応       | 対応    | 対応       | 対応      | 対応      | E-6現像                                    |
| 白黒   | ネガ       | 対応 | 対応       |         |            | 対応      |           |                                            |
| 白黒   | プリント   |      |            |         |            |           |           |                                            |
| 白黒   | リバーサル | 対応 | 対応       | 対応    | 対応       | 対応      | 対応      | コダックD-94a現像液/フォマパン現像液で現像 |

カラーリバーサルフィルムのためのE-6現像、白黒リバーサルフィルムのための反転現像が手現像で行なえる現像関係薬液一式キットを販売している。
- E-6現像 - テテナールカラーテックE-6 3浴式キット（ドイツ・テテナール製品）
- 白黒反転現像 - 白黒リバーサルフィルムフォマパンR100現像キット（チェコ・フォマ・ボヘミア製品）